# كولبيبر (فيرجينيا)
كولبيبر (بالإنجليزية: Culpeper, Virginia)‏ هي بلدة أمريكية تقع في الولايات المتحدة في مقاطعة كلبيبر (فيرجينيا). يقدر عدد سكانها بـ 16,379 نسمة ومساحتها 17.5 كم2 وترتفع عن سطح البحر 126 متر.

## التركيبة السكانية
حدّد مكتب تعداد الولايات المتحدة بيانات التركيبة السكانية لكولبيبر في تعداد الولايات المتحدة. في ما يلي، التركيبة السكانية حسب تعدادي 2000 و2010.

### تعداد عام 2000
بلغ عدد سكان كولبيبر 9,664 نسمة بحسب تعداد عام 2000، وبلغ عدد الأسر 3,933 أسرة وعدد العائلات 2,444 عائلة مقيمة في البلدة. في حين سجلت الكثافة السكانية 510.2 نسمة لكل كيلومتر مربع (1,321.4/ميل2). وبلغ عدد الوحدات السكنية 4,139 وحدة بمتوسط كثافة قدره 218.5 لكل كيلومتر مربع (565.9/ميل2).
وتوزع التركيب العرقي للبلدة بنسبة 70.86% من البيض و23.70% من الأمريكيين الأفارقة و0.21% من الأمريكيين الأصليين و1.32% من الأمريكيين ذوي الأصول الآسيوية و0.01% من سكان جزر المحيط الهادئ و1.98% من الأعراق الأخرى و1.92% من عرقين مختلطين أو أكثر و4.55% من الهسبانيون أو اللاتينيون من أي عرق.
بلغ عدد الأسر 3,933 أسرة كانت نسبة 35.7% منها لديها أطفال تحت سن الثامنة عشر تعيش معهم، وبلغت نسبة الأزواج القاطنين مع بعضهم البعض 40.8% من أصل المجموع الكلي للأسر، ونسبة 16.2% من الأسر كان لديها معيلات من الإناث دون وجود شريك، بينما كانت نسبة 5.2% من الأسر لديها معيلون من الذكور دون وجود شريكة وكانت نسبة 37.9% من غير العائلات. تألفت نسبة 31.3% من أصل جميع الأسر من عدة أفراد يعيشون في نفس المنزل ونسبة 12.2% كانت تتألف من شخص يعيش بمفرده يبلغ من العمر 65 عاماً أو أكثر. وبلغ متوسط حجم الأسرة المعيشية 2.39، أما متوسط حجم العائلات فبلغ 2.97.
بلغ العمر الوسطي للسكان 34.9 عاماً. وكانت نسبة 25.6% من القاطنين تحت سن الثامنة عشر، وكانت نسبة 9.7% بين الثامنة عشر والرابعة والعشرين عاماً، ونسبة 29.9% كانت واقعةً في الفئة العمرية ما بين الخامسة والعشرين والرابعة والأربعين عاماً، ونسبة 18.8% كانت ما بين الخامسة والأربعين والرابعة والستين، ونسبة 13.4% كانت ضمن فئة الخامسة والستين عاماً فما فوق. يوجد لكل 100 أنثى 87.8 ذكر، ويوجد لكل 100 أنثى في الثامنة عشر من عمرها فما فوق 82.7 ذكر.
بلغ متوسط دخل الأسرة في البلدة 35,438 دولارًا، أما متوسط دخل العائلة فبلغ 41,894 دولارًا. وكان متوسط دخل الذكور 28,658 دولارًا مقابل 25,252 دولارًا للإناث. وسجل دخل الفرد الخاص بالبلدة 16,842 دولارًا. وكانت نسبة 13% من العائلات ونسبة 16.9% من السكان تحت خط الفقر، وكان من هؤلاء نسبة 20.9% تحت سن الثامنة عشر ونسبة 12.1% في الخامسة والستين من العمر وما فوق.

## معرض صور

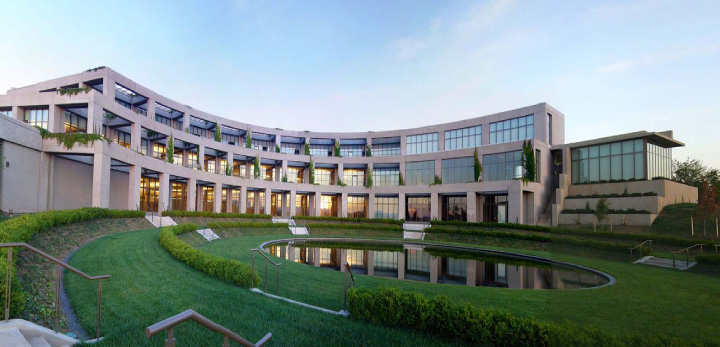
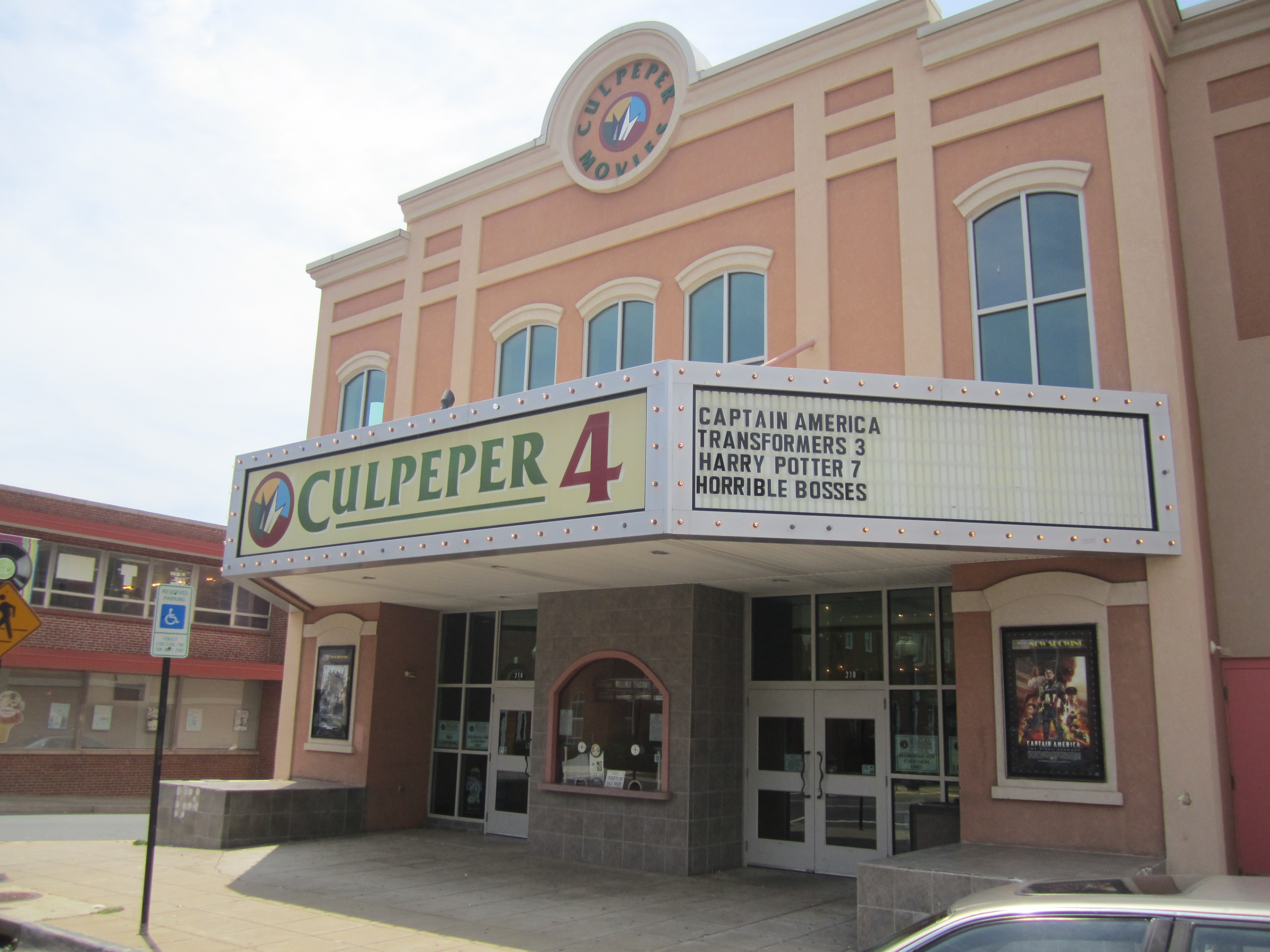
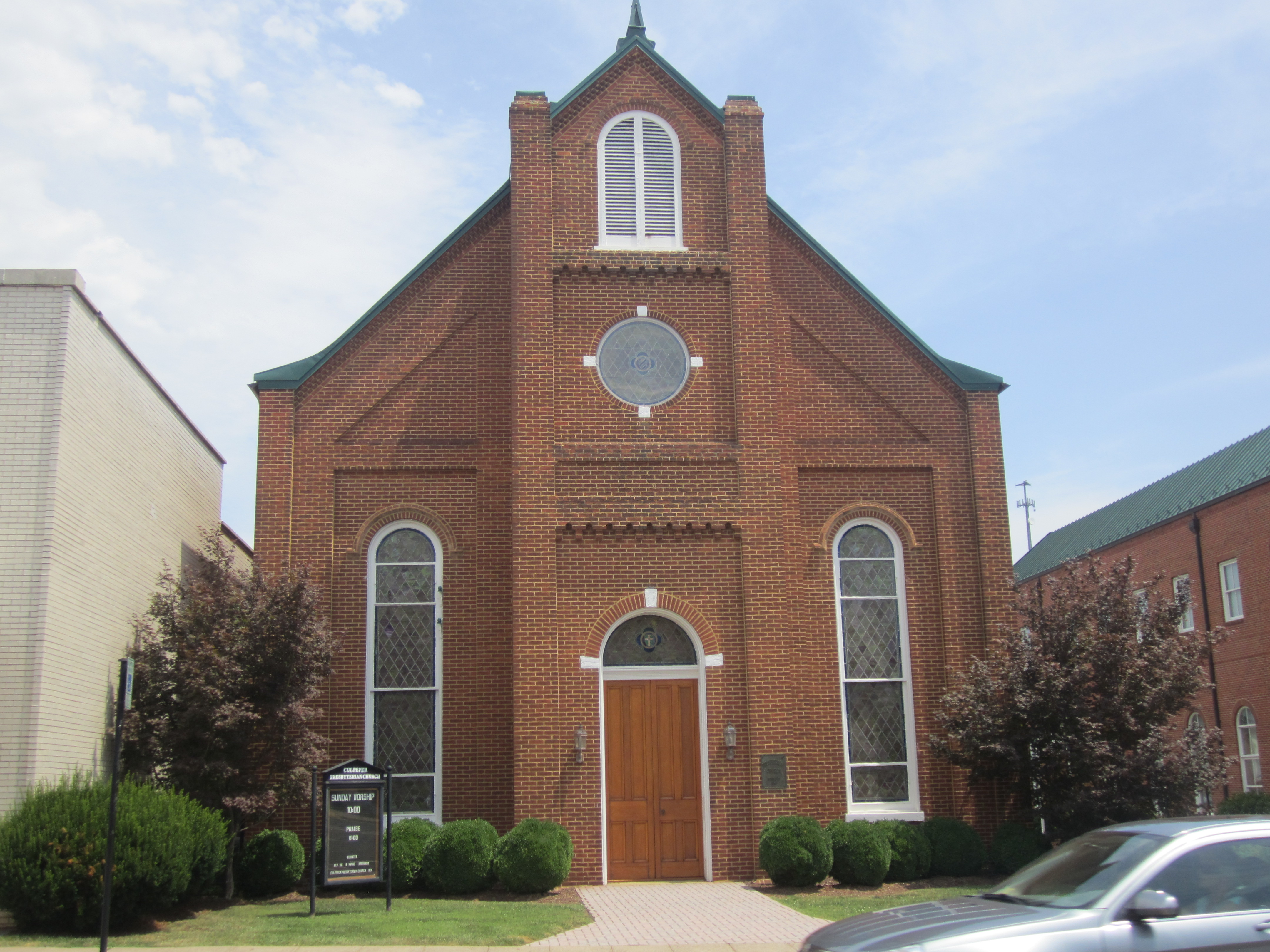
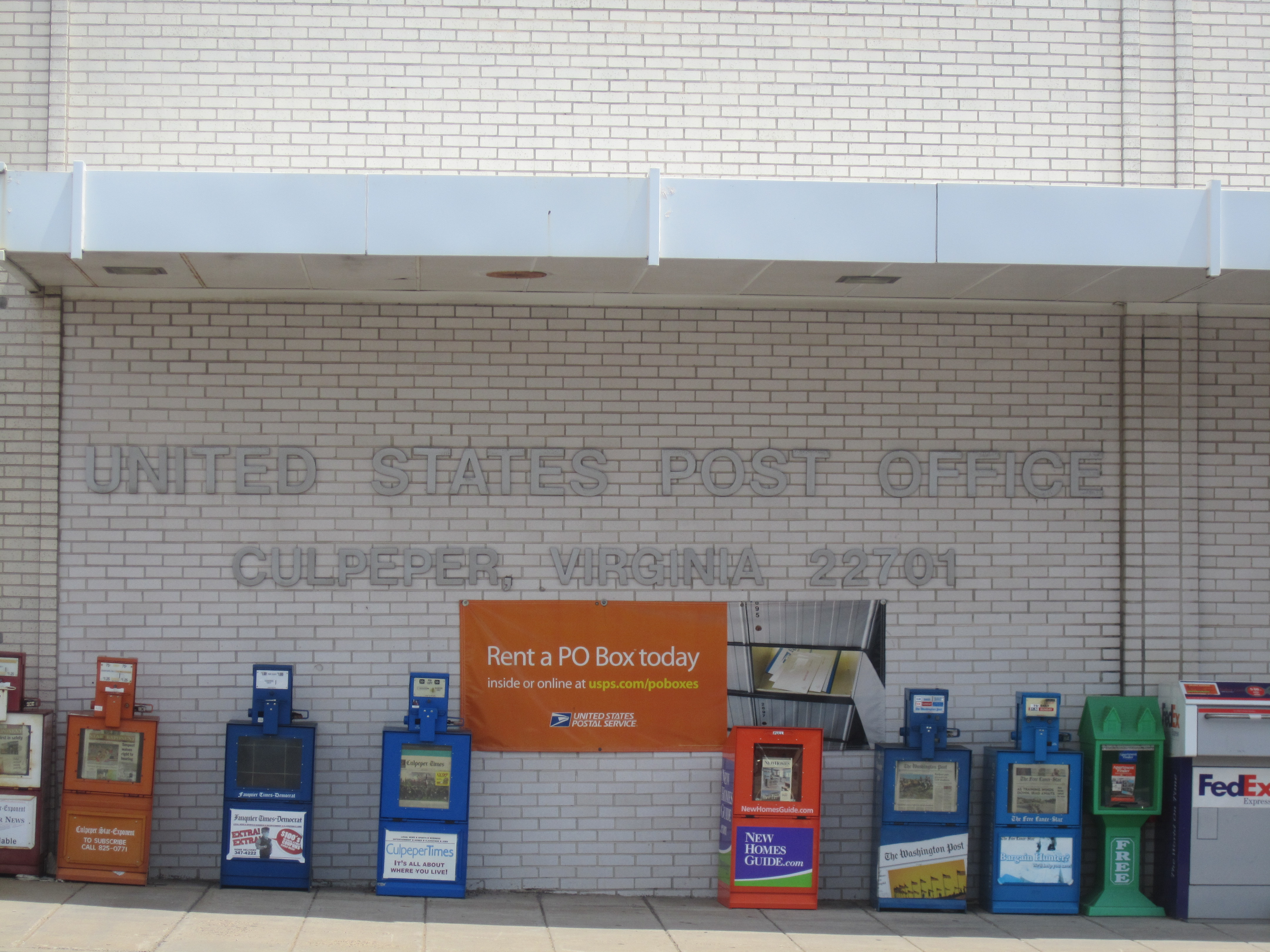

### تعداد عام 2010
بلغ عدد سكان كولبيبر 16,379 نسمة بحسب تعداد عام 2010، وبلغ عدد الأسر 5,772 أسرة وعدد العائلات 3,861 عائلة مقيمة في البلدة. في حين سجلت الكثافة السكانية 864.8 نسمة لكل كيلومتر مربع (2,239.8/ميل2). وبلغ عدد الوحدات السكنية 6,271 وحدة بمتوسط كثافة قدره 331.1 لكل كيلومتر مربع (857.5/ميل2).
وتوزع التركيب العرقي للبلدة بنسبة 61.48% من البيض و21.94% من الأمريكيين الأفارقة و0.56% من الأمريكيين الأصليين و2.08% من الأمريكيين ذوي الأصول الآسيوية و0.10% من سكان جزر المحيط الهادئ و9.79% من الأعراق الأخرى و4.04% من عرقين مختلطين أو أكثر و17.02% من الهسبانيون أو اللاتينيون من أي عرق.
بلغ عدد الأسر 5,772 أسرة كانت نسبة 41.6% منها لديها أطفال تحت سن الثامنة عشر تعيش معهم، وبلغت نسبة الأزواج القاطنين مع بعضهم البعض 44.2% من أصل المجموع الكلي للأسر، ونسبة 16.9% من الأسر كان لديها معيلات من الإناث دون وجود شريك، بينما كانت نسبة 5.7% من الأسر لديها معيلون من الذكور دون وجود شريكة وكانت نسبة 33.1% من غير العائلات. تألفت نسبة 26.6% من أصل جميع الأسر من عدة أفراد يعيشون في نفس المنزل ونسبة 9% كانت تتألف من شخص يعيش بمفرده يبلغ من العمر 65 عاماً أو أكثر. وبلغ متوسط حجم الأسرة المعيشية 2.78، أما متوسط حجم العائلات فبلغ 3.34.
بلغ العمر الوسطي للسكان 31.9 عاماً. وكانت نسبة 29.4% من القاطنين تحت سن الثامنة عشر، وكانت نسبة 9.1% بين الثامنة عشر والرابعة والعشرين عاماً، ونسبة 30.6% كانت واقعةً في الفئة العمرية ما بين الخامسة والعشرين والرابعة والأربعين عاماً، ونسبة 20.8% كانت ما بين الخامسة والأربعين والرابعة والستين، ونسبة 10% كانت ضمن فئة الخامسة والستين عاماً فما فوق. وتوزع التركيب الجنسي للسكان بنسبة 48.5% ذكور و51.5% إناث.

## أعلام
- ريتشارد نيلسون ماسون
- أمبروز باول هيل
- بيغ كيني
- كيث جينينغز
- بيتي واشنطن لويس
- جون بربور
- ويليام مورغان
- هارولد د. سميث
- إدوارد ستيفنز